# ريتشارد بيرسون (مخرج)
ريتشارد بيرسون (بالإنجليزية: Rick Pearson)‏ هو مونتير ومنتج أفلام ومخرج أمريكي، ولد في نوفمبر 1961 في منيابولس في الولايات المتحدة.

## وصلات خارجية
- ريتشارد بيرسون على موقع IMDb (الإنجليزية)
- ريتشارد بيرسون على موقع ألو سيني (الفرنسية)
- ريتشارد بيرسون على موقع أول موفي (الإنجليزية)
- ريتشارد بيرسون على موقع قاعدة بيانات الأفلام السويدية (السويدية)
- ريتشارد بيرسون على موقع قاعدة بيانات الفيلم (الإنجليزية)
- ريتشارد بيرسون على موقع كينوبويسك (الروسية)